# Bernat Desclot
Bernat Desclot (Castellnou dels Aspres?, Rosselló, 1240? – 1288) fou un historiador conegut per haver escrit la segona de Les quatre grans Cròniques, el Llibre del rei En Pere, coneguda també com a Crònica de Bernat Desclot. La documentació en què apareix Bernat Desclot és pràcticament inexistent, un fet que portà Miquel Coll i Alentorn a considerar que Bernat Desclot seria Bernat Escrivà, un funcionari reial de la cort de Pere el Gran, del qual se'n tenen diverses proves documentals. Actualment, aquesta és la hipòtesi majoritàriament acceptada per la historiografia.

## Biografia
No hi ha dubte que el Llibre del rei En Pere fou escrit per Bernat Desclot, tal com es pot veure en les primeres línies del pròleg de la seva Crònica, on l'autor escriu: «Ací comença lo libre que En Bernat Desclot dictà e escriví». Això no obstant, el nom de Desclot no es troba reflectit en cap document de l'època de Pere el Gran, cosa estranya, ja que en aquests documents s'hi poden trobar referències i noms de personatges i servidors del rei, fins i tot d'alguns força humils: correus, joglars, dides. A més, se suposa que Desclot era un funcionari reial, puix utilitza documents dels arxius i se'n serveix amb força coneixement.
Així doncs, aquesta manca de referències a Miquel Coll i Alentorn que Desclot podia tenir un altre nom i que podia tractar-se de Bernat Escrivà, funcionari reial que ocupà l'escrivania de la cúria de Gandia el 1282 i un any més tard fou nomenat tresorer reial, fins a la mort del rei (1287), continuant a la cort, amb Alfons el Franc, amb el càrrec de cambrer reial i que morí el 1288. Aquest Bernat podia procedir del Rosselló, d'un casal anomenat Es Clot, encara que la família s'hauria traslladat a València després de la conquesta. El cognom Escrivà hauria substituït la referència al lloc d'origen Desclot, al·ludint algun membre de la família que hauria assolit el càrrec d'escrivà reial. La hipòtesi de Coll i Alentorn que identifica Desclot amb Escrivà es basa en el text de la crònica: es fixa en els elogis que hi ha escrits vers Jaspert de Botonac, bisbe de València, trobant una relació entre la família d'aquest amb la de Bernat Escrivà (totes dues procedents de Narbona). Per la seva part, Miquel Batllori i Munné també aprofundí amb la relació de la Família Escrivà i Bernat Desclot i actualment, la hipòtesi de Coll i Alentorn ha fet fortuna i és àmpliament recollida per altres historiadors.

## Obra
Va escriure la segona en ordre cronològic de Les quatre grans Cròniques de la Corona d'Aragó, el Llibre del rei en Pere e dels seus antecessors passats, més coneguda com la Crònica de Bernat Desclot. La crònica narra la vida de Pere el Gran (1240–1285) durant el seu curt regnat a la Corona d'Aragó (1276–1285).
Tot i que es tracta d'un text historiogràfic, Desclot hi incorporà diversos mecanismes narratius propis de la literatura cortesana, com per exemple elements de la literatura cavalleresca o la poesia trobadoresca. En aquest sentit, el protagonista (Pere el Gran) és descrit seguint el prototip d'heroi èpic que és capaç de gestes èpiques (com Rotllan) i alhora segueix el prototip de bon rei (com Alexandre). Per contra, els antagonistes com Jaume de Mallorca, Carles d'Anjou, Felip III de França o els francesos en general, són descrits com a personatges sense valors cavallerescos ni cortesos.
D'aquesta crònica se'n conserven una vintena de manuscrits d'entre els segles xiv i xviii. La crònica escrita originalment en català, es traduí a l'aragonès i al castellà durant el segle xv i en època moderna també s'ha traduït al castellà, a l'italià i a l'anglès i al francès.